# San Donato di Ninea
San Donato di Ninea è un comune italiano di 1 056 abitanti della provincia di Cosenza in Calabria.

## Geografia fisica
Il territorio, posto nell'alto bacino del fiume Esaro, nel comprensorio di bonifica montana, si trova per quattro quinti in montagna e, nel rimanente, in zona pre-montana. L'abitato del capoluogo è abbarbicato a uno sperone roccioso alle pendici del Cozzo del Pellegrino, la cima più alta del suo territorio, una diramazione sudoccidentale della catena del Pollino da cui lo separa l'altopiano di Campotenese. L'altitudine varia dai 1987 metri del Cozzo del Pellegrino, ai 180 metri sul livello del mare. Il Monte La Mula (1935 m s.l.m.), innevato per buona parte dell'anno e senza vie di comunicazione, rende difficoltosi i contatti degli abitanti di San Donato con quelli di Grisolia e Verbicaro, comuni limitrofi posti nel versante occidentale della Mula.
L'economia di San Donato è essenzialmente agricola (cereali, frutta e olive), affiancata dall'allevamento di bovini, ovini e suini. Sono presenti piccole industrie che producono manufatti in cuoio e vimini, e laboratori artigiani specializzati nel settore conserviero e nella lavorazione del legno.

## Origini del nome
Il nome attuale del comune ricorda Ninea (Νιναία in greco), un'antica città fondata dagli Enotri ma subito "grecizzata" e che, in base alla descrizione del geografo greco Ecateo di Mileto, viene tradizionalmente localizzata nel territorio di San Donato. La denominazione moderna venne proposta dal consiglio comunale di San Donato il 13 dicembre 1863, dopo l'invito governativo rivolto ai municipi omonimi a modificare il nome per evitare possibili equivoci; la nuova denominazione venne adottata ufficialmente con decreto reale n. 1704 del 18 febbraio 1864.

## Storia
Il toponimo San Donato viene menzionato per la prima volta in un diploma del luglio 1100, con il quale si riconfermavano all'abbazia di Santa Maria della Matina, in territorio di San Marco Argentano, tutti i possessi avuti in donazione, fra cui le chiese in territorio Castelli Sancti Donati. In una sentenza del 1153 emessa dalla Curia giurisdizionale di San Marco Argentano si nomina, fra i baroni di Val di Crati, un Ugone di San Donato. Nel 1276 San Donato, con una popolazione di 464 abitanti, è infeudato a Filippo Breton (o Bridone). Verso il 1280 San Donato appartiene a Baiamonte d'Arci, la cui la figlia Adelasia la porterà in dote al marito Gerardo, marchese di Arena e signore di Altomonte. Nel 1310 appartiene a Filippo Tordi (o Tardi) e poi al figlio di quest'ultimo, Jacopo.

### Il dominio dei Sanseverino
Nel 1351 San Donato risulta parte del dominio feudale dei Sangineto, conti di Altomonte e Corigliano, da cui passa, nel 1374, alla famiglia Sanseverino per effetto del matrimonio di Margherita di Sangineto con Venceslao Sanseverino conte di Chiaromonte e Tricarico. Verso il 1510, Bernardino Sanseverino, Principe di Bisignano, concede la terra di San Donato e Policastrello in feudo a un cadetto della sua casa, Francesco Sanseverino barone di Càlvera; nasce così il ramo dei Sanseverino di San Donato che reggerà il paese fino al 1654, anno in cui muore l'ultima dei Sanseverino, la piccola Anna di appena 9 anni e il feudo viene incamerato dalla Reale corte di Napoli. Il titolo di San Donato fu dichiarato estinto per mancanza di discendenti maschi in linea diretta dai Sanseverino Duchi di San Donato e malgrado esistessero discendenti in linea collaterale (ovvero parenti dell'ultimo duca entro il quarto grado) in base alle Leggi di successione feudale ordinarie. Per queste il bene (titolo+feudo) sarebbe dovuto passare: A) ai discendenti maschi legittimi (che non c'erano); b) agli altri eredi del Duca Don Francesco († 10-8-1643), ovvero ai discendenti suoi, anche per via femminile, oppure ai parenti entro il 4º grado). Il diritto alla successione sarebbe spettato al cugino di quarto grado del duca don Francesco, Orazio Sanseverino di Càlvera. Questi avvio una richiesta alla Corte per il diritto a succedere.
In base poi all'antico privilegio dei Sanseverino (confermato dall'imperatore Carlo V nel 1530) altri rami collaterali della casata sarebbero potuti succedere al titolo e feudo di Duca di San Donato. Il Privilegio dei Sanseverino, infatti, stabiliva che all'estinzione di un ramo i beni feudali ed i titoli di questo ramo dovevano passare al parente maschio più prossimo della famiglia Sanseverino, previo regio assenso.
Malgrado questo però, il titolo di duca di San Donato venne dichiarato estinto e il feudo fu devoluto (ritornò) al sovrano, fu quindi messo in vendita all'asta ed aggiudicato alla famiglia Ametrano di Napoli nel 1664:: in questo modo San Donato, dopo gli antichi Sanseverino, passò definitivamente ad altri feudatari.
Re Carlo II quindi concesse quindi agli Ametrano e loro discendenti il titolo ex novo di Duca di San Donato, con Privilegio reso a Madrid, esecutoriato il 20 dicembre 1668 e registrato nel Quinternione 123, fol. 171t, come riferisce anche il Cedolario 74, fol. 334t: il feudo di San Donato ed il relativo e correlato titolo ducale fu concesso ex novo (perché ex novo era stato concesso dopo l'estinzione della linea diretta dei Sanseverino e stante la rivendicazione del ramo cugino di Càlvera)
Gli Ametrano terranno il feudo fino alla fine della feudalità nel Regno delle Due Sicilie (1806) quando a loro volta si estingueranno nella famiglia Sambiase.

### Le ultime casate feudali
Il feudo di San Donato, con titolo ducale, era quindi passato alla famiglia Ametrano (1664-1732). L'ultima di tale casata fu Donna Ippolita Ametrano Duchessa di San Donato, sposata a Don Lucio Cavalcanti 1º Duca di Buonvicino. Il ducato di San Donato passò così, per successione legittima e regio assenso, alla loro figlia Donna Maria Cavalcanti Ametrano Duchessa di San Donato, che sposò Don Paolo II Sambiase 3º Duca di Malvito. Dopo la parentesi della famiglia Cavalcanti (1732-1764) San Donato fu ereditato da Don Francesco Saverio Sambiase 4º Duca di Malvito e 5º Principe di Bonifati dal 1770, Patrizio di Cosenza, che divenne Duca di San Donato per successione alla citata madre Maria Cavalcanti Ametrano e ne ottenne regio assenso. I Sambiase tennero San Donato per breve tempo, fino al 1780, quando il feudo di San Donato, ma non il titolo ducale, passò ai Campolongo.. Infatti il titolo di San Donato, dopo l'eversione della feudalità, restò ai Sambiase. Infatti ebbero conferma dei vari titoli di famiglia, comprendente anche quello di Duca di San Donato, con Regio Rescritto del Re delle Due Sicilie dal 16 maggio 1853 per successione Ametrano e con anzianità dal 1668

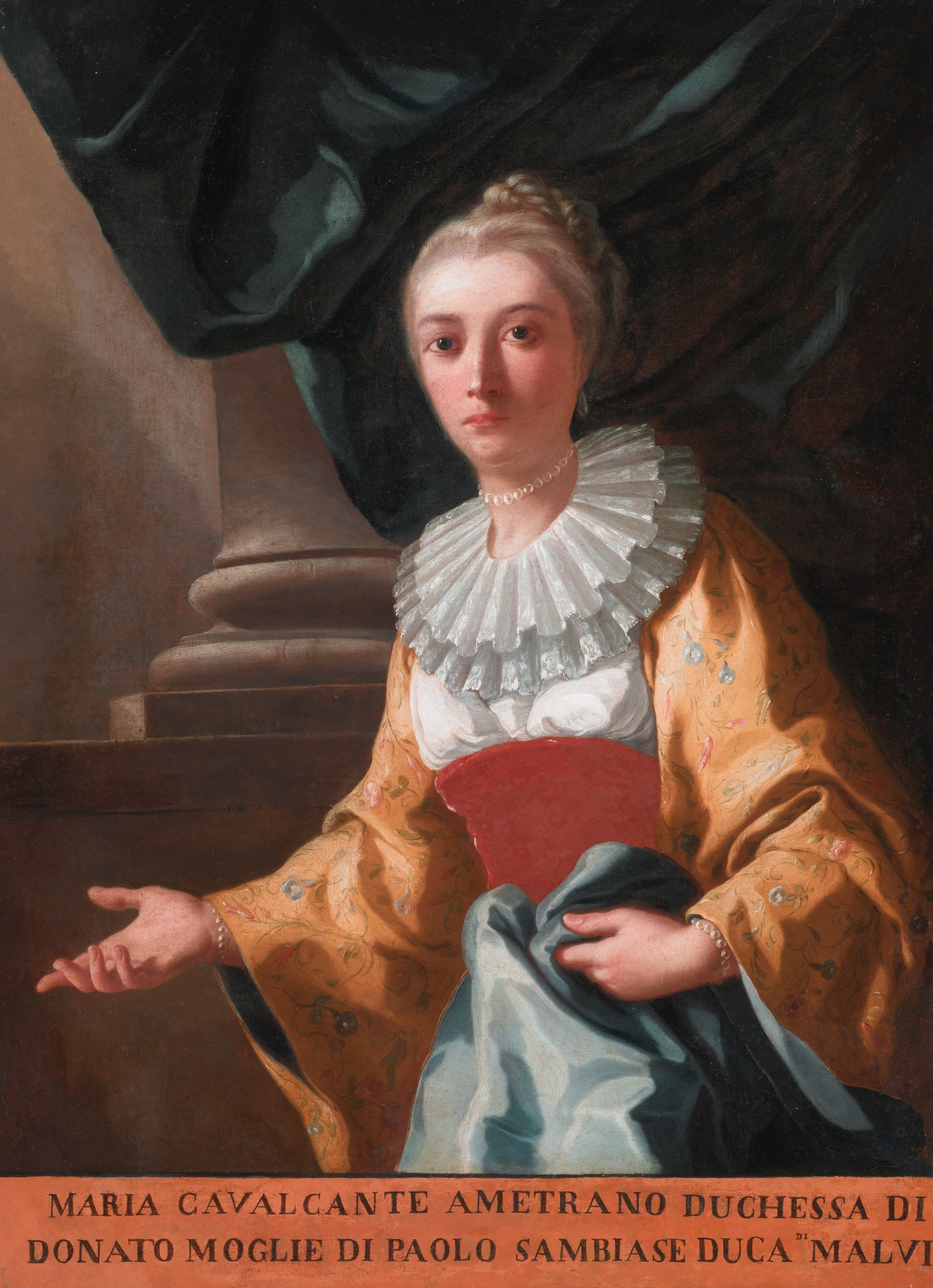
Maria Cavalcanti Ametrano (Domenico Mondo)

### Simboli
Lo stemma e il gonfalone sono stati concessi con decreto del presidente della Repubblica del 18 luglio 1984.
Il gonfalone è un drappo troncato di giallo e di azzurro.

## Monumenti e luoghi d'interesse
Chiesa della SS. Assunta
Familiarmente chiamata chiesa della "Motta" che significa etimologicamente "rupe staccata da un monte", è situata in posizione egemonica rispetto a tutto il paese. La sua costruzione, datata fra la fine del X secolo e l'inizio del XIII, avvenne progressivamente fino al suo totale compimento. Subì nella costruzione della torre campanaria l'influsso Normanno-Svevo mentre invece la facciata è in stile romanico. Sulla facciata stupendi sono la lunetta che si pensa rappresenti la volta celeste, il rosone con ai lati due piccole nicchie, le lesene che la congiungono alla terra e altre due nicchie maggiori con all'interno Sant'Anna e San Gioacchino poste ai lati della facciata. All'interno la chiesa è divisa in 3 navate convergenti verso il presbiterio sormontate dalle capriate e suddivise da due colonnati ad arco romano posizionati parallelamente. Sul presbiterio poggia l'altare maggiore(XV-XVII secolo) in legno scolpito e intagliato, testimonianza originale del Barocco Aragonese in Calabria. L'altare è sormontato da un dipinto(XVI secolo) ritenuto religiosamente miracoloso che raffigura la Beata Vergine Maria Assunta, i nobili, il clero e la gloria degli angeli. All'interno della chiesa, nelle navate laterali, si trovano altre nicchie con al loro interno statue processionali in legno. Alla fine della navata sinistra sono visibili le Fosse tombali che testimoniano l'utilizzo della chiesa come luogo di sepoltura.
Chiesa della Trinità

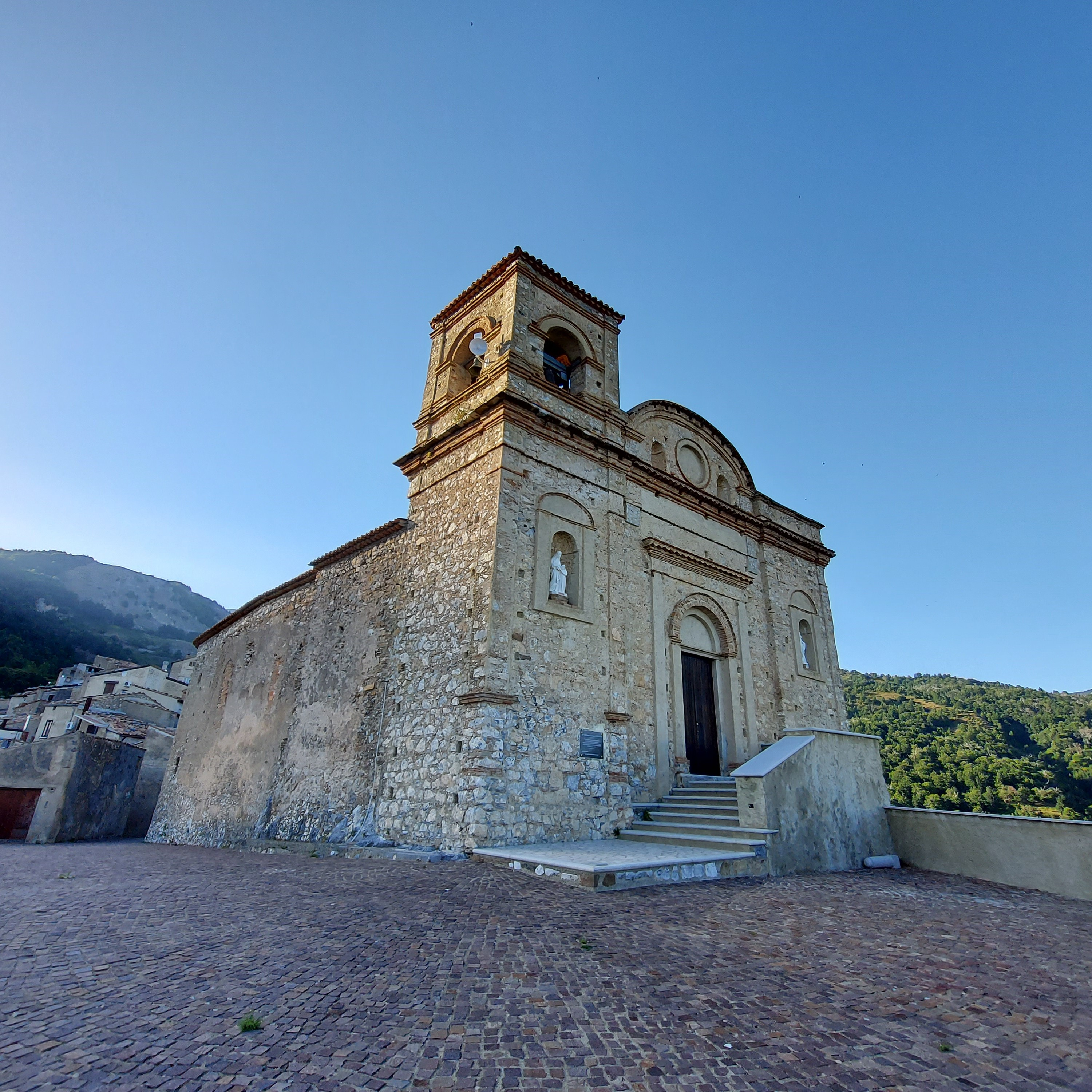
Facciata della chiesa dell'Assunta

Eretta fra il XVI e il XVII secolo dalla famiglia Sanseverino, è situata in pieno centro abitato. Essa presenta un campanile in stile barocco con grandi finestroni, in su la cima una cupola colorata che funge da torre dell'orologio, mentre la facciata odierna è stata costruita nel XX secolo in linea con il campanile. La facciata originale della chiesa che funge da ingresso successivo presenta un portale ad arco in tufo raffigurante al centro lo stemma della famiglia Caracciolo-Sanseverino. La pianta della chiesa presenta una sola grande navata che tende verso il presbiterio e presenta delle volte a crociera con ampi finestroni. Sul fianco destro della navata, quasi in prossimità del presbiterio, si trova la cappella seicentesca del santissimo sacramento, un tempo ducale, sormontata da una cupola non visibile dall'esterno. Sul fondo del presbiterio poggia un fastoso altare ligneo in stile barocco napoletano del XVII secolo con all'interno un dipinto, olio su tela, raffigurante la "Madonna del rosario con San Domenico e i quindici misteri". In questa chiesa viene conservata la statua raffigurante il santo patrono che contiene una reliquia.
Cappella di San Donato

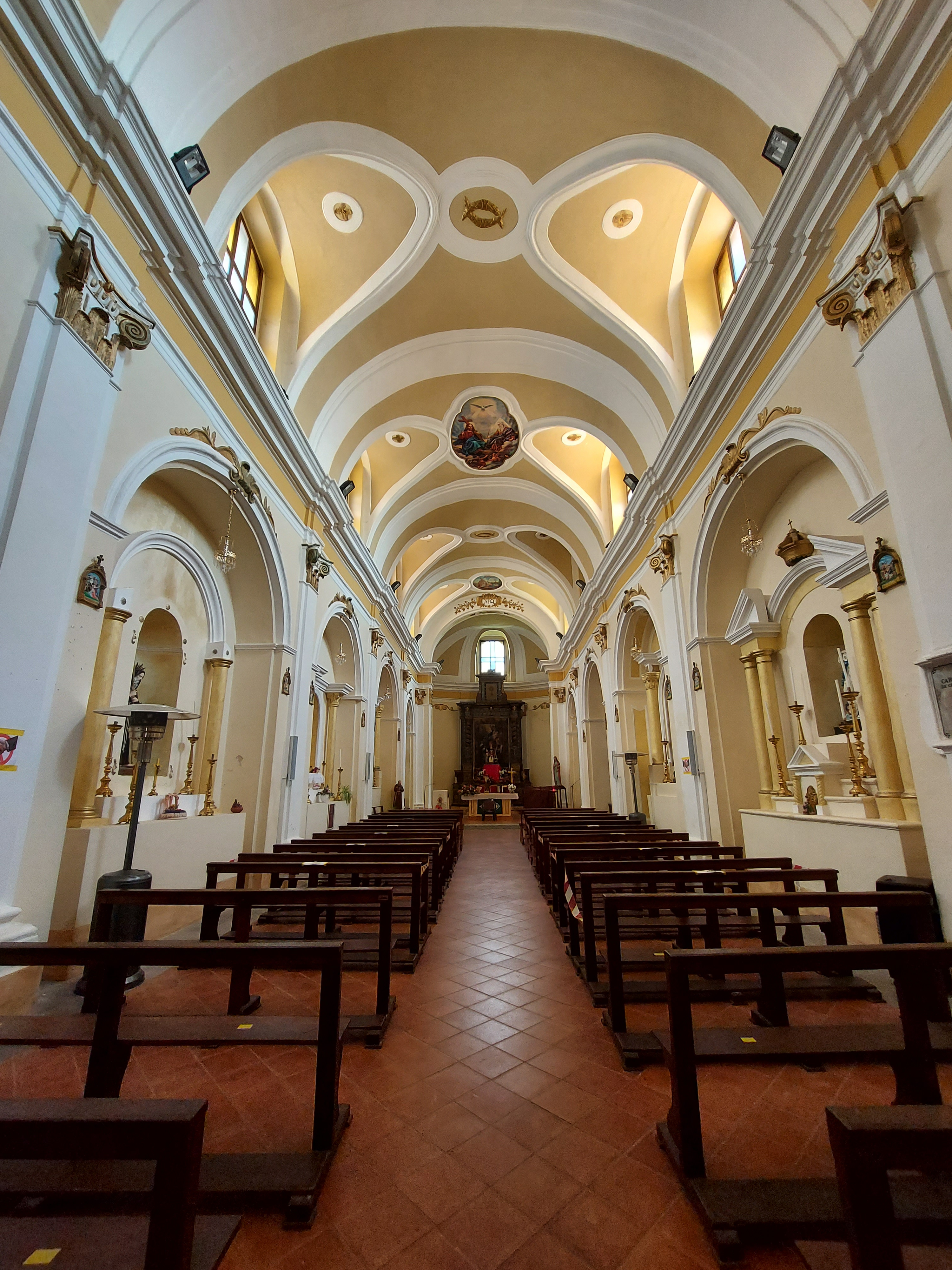
Interno della chiesa della Trinità

La cappella è situata poco fuori dell'abitato, in frazione Pantano. All'interno della chiesetta sono stati rinvenuti negli ultimi anni affreschi medievali di grande qualità, che hanno comportato una retrodatazione dell'edificio – almeno del suo corpo originario a navata unica, cui agli inizi del 1700 fu addossata una navatella e una sagrestia sul lato sinistro – all'XI secolo. In origine, l'edificio avrebbe avuto un orientamento opposto rispetto a quello attuale. Le pitture murali si dispongono su più strati lungo il fianco destro, sulla controfacciata, sulla parete absidale e su quella presbiteriale di sinistra. Gli affreschi più antichi, databili all'XI secolo, raffigurano alcuni santi vescovi tra cui San Nicola e San Basilio. Al secolo successivo risalgono le pitture di una Dormitio Mariae e di un Cristo in trono, tra le quali un tempo si trovava anche un San Donato affrescato, mentre al XIII secolo risalgono quelle raffiguranti alcuni santi monaci tra cui San Leonardo. La parete sinistra ospita inoltre l'affresco di una Madonna Odighitria.

## Società

### Evoluzione demografica
Abitanti censiti

## Geografia antropica

### Frazioni

#### Policastrello
La frazione Policastrello si trova a circa sei chilometri da San Donato. Infeudata anch'essa quale baronia ai Sanseverino di San Donato, fu comune autonomo, fino alla dominazione francese allorché, per l'impossibilità di reperire uomini idonei al reggimento della cosa pubblica, con decreto 4 maggio 1811 venne aggregata al comune di San Donato.

## Amministrazione

### Gemellaggi
- Montesano Salentino
- Fiorano Modenese